# Gertrud Spörri
Gertrud Spörri (* 8. Dezember 1894 in Bäretswil; † 16. Juli 1968 in Rüti ZH) war eine Schweizer Theologin, Mitbegründerin und erste Priesterin der Christengemeinschaft, später Mitarbeiterin beim IKRK.

## Leben
Gertrud Spörri ist mit einer Schwester und einem Bruder im Zürcher Oberland aufgewachsen. Ihr Vater führte eine kleine Weberei, wo sie bald als Sekretärin mithalf.
Über die Schwester ihres (kurzzeitigen) Verlobten lernte sie die Anthroposophie kennen und reiste an den freien Wochenenden oft nach Dornach. Zwischen 1918 und 1920 holte sie an einer Privatschule die Matura nach und begann in Basel das Studium der (evangelischen) Theologie.
Sie gehörte zu den ersten Theologiestudenten, die Rudolf Steiner um Rat nach einer Verbindung von Theologie und Anthroposophie fragten. 1921 traf sie mit Johannes Werner Klein zusammen und arbeitete nun voll für die Gründung der Christengemeinschaft mit, wo sie von 1922 bis 1933 als Priesterin (ab 1929 als „Oberlenkerin“) zunächst in Stuttgart, später in München und St. Gallen wirkte.
Als sie sich Herman Weidelener, einem Priesterkollegen, der aus (seiner Meinung nach) höherer Einsicht die kultischen Formen verändert hatte, anschloss, wurde sie von Friedrich Rittelmeyer aus ihren Ämtern entlassen, worauf sie aus der Christengemeinschaft austrat.
Später arbeitete sie in verschiedenen sozialen Tätigkeiten zunächst in Deutschland, dann ab 1939 in der Schweiz, unter anderem für das Internationale Komitee vom Roten Kreuz und in einer Tuberkulose-Heilstätte. Nach einer Hüftoperation starb sie im Alter von 73 Jahren an den Folgen einer Thrombose in der Nähe ihres Geburtsortes.

## Schriften

### Als Autorin
- Die Frau im Priesterberuf. Verlag der Christengemeinschaft, Stuttgart 1929.
- Die Frau am Altar. Verlag der Christengemeinschaft, Stuttgart 1931.
- Der Jünger. Typoskript, Augsburg 1934.
- Die göttliche Bestimmung des Menschen. Manu, Augsburg 1948.
- Der Tuberkulose-Kranke im Sanatorium. (Praxis der Individualfürsorge, Heft 3.) Raunhardt, Zürich 1953.
- Uroffenbarungen der Liebe im Werden der Menschheit. Rose, München 1965.

### Als Herausgeberin
- Heinrich Zschokke: Eine Selbstschau. Das Schicksal und der Mensch. Bearbeitet von Gertrud Spörri. Schweizer Bücherfreunde, Zürich 1939.
- Max Huber: Das Internationale Rote Kreuz. Idee und Wirklichkeit. Aus Ansprachen und Aufsätzen ausgewählt und hg. von Gertrud Spörri. Niehans, Zürich 1951.